# Lambay Island SAC
Lambay Island SAC este o arie protejată (arie specială de conservare — SAC, sit de importanță comunitară — SCI) din Irlanda întinsă pe o suprafață de 404,19 ha, integral pe uscat.

## Localizare
Centrul sitului Lambay Island SAC este situat la coordonatele 53°29′28″N 6°00′52″W / 53.491078°N 6.014418°V.

## Înființare
Situl Lambay Island SAC a fost declarat sit de importanță comunitară în ianuarie 2002 pentru a proteja 24 de specii de animale. Situl a fost protejat și ca arie specială de conservare în iunie 2019.

## Biodiversitate
Situată în ecoregiunea atlantică, aria protejată conține 2 habitate naturale: Recifuri, Faleze cu vegetație de pe coastele atlantice și baltice.
La baza desemnării sitului se află mai multe specii protejate:
- păsări (22): alca (Alca torda), gâscă cenușie (Anser anser), Branta bernicla, Branta leucopsis, Cepphus grylle, șoim călător (Falco peregrinus), papagal de mare (Fratercula arctica), Fulmarus glacialis, cufundar mare (Gavia immer), cufundar mic (Gavia stellata), scoicar (Haematopus ostralegus), Larus argentatus, pescăruș negricios (Larus fuscus), Larus marinus, culic mare (Numenius arquata), Phalacrocorax aristotelis, cormoran mare (Phalacrocorax carbo), Puffinus puffinus, Rissa tridactyla, chiră de baltă (Sterna hirundo), călifar alb (Tadorna tadorna), Uria aalge
- mamifere (2): Halichoerus grypus, focă obișnuită (Phoca vitulina)

Pe lângă speciile protejate, pe teritoriul sitului au mai fost identificate 1 specie de mamifere.